# Anolis conspersus
Anolis conspersus es una especie de escamosos de la familia Dactyloidae.

## Distribución geográfica
Es endémica de la isla de Gran Caimán.